# جمعیت هلال احمر جمهوری اسلامی ایران
جمعیت هلال احمر ایران یک سازمان غیردولتی ایرانی و عضوی از نهضت بین‌المللی صلیب سرخ و هلال احمر است و در داخل کشور ایران و در برخی موارد در دیگر مناطق جهان به فعالیت‌های امدادی و بشردوستانه فعالیت دارد. هلال‌احمر طبق وظایف بین‌المللی خود (کمیته بین‌المللی صلیب سرخ) باید در مواقع بروز بحران‌هایی نظیر سیل، زلزله و جنگ و غیره در داخل و خارج مرزها به امدادرسانی و خروج مصدومان و قربانیان این حوادث کمک کند. شماره تلفن امداد و نجات هلال احمر۱۱۲ می‌باشد. هلال احمر جمهوری اسلامی ایران دارای سازمان‌های زیرشاخه متعددی است که طیف گسترده‌ای از خدمات پزشکی، بهداشتی، آموزشی و امدادی را در بر می‌گیرند.

## تاریخچه
در سال ۱۸۷۶ میلادی یا ۱۲۵۴ تا ۱۲۵۵ خورشیدی، دولت عثمانی، به جای نشان صلیب سرخ، از پرچم عثمانی و علامت هلال استفاده کرد. بعدها بسیاری از کشورهای اسلامی، هلال را به عنوان نشان جمعیت ملی امداد و نجات خود بکار بردند. دولت ایران در سال ۱۹۸۰ میلادی یا ۱۳۵۸ تا ۱۳۵۹ خورشیدی نیز این نشان را به جای نشان شیر و خورشید سرخ پذیرفت.

### از انقلاب اسلامی ۱۳۵۷ تا امروز

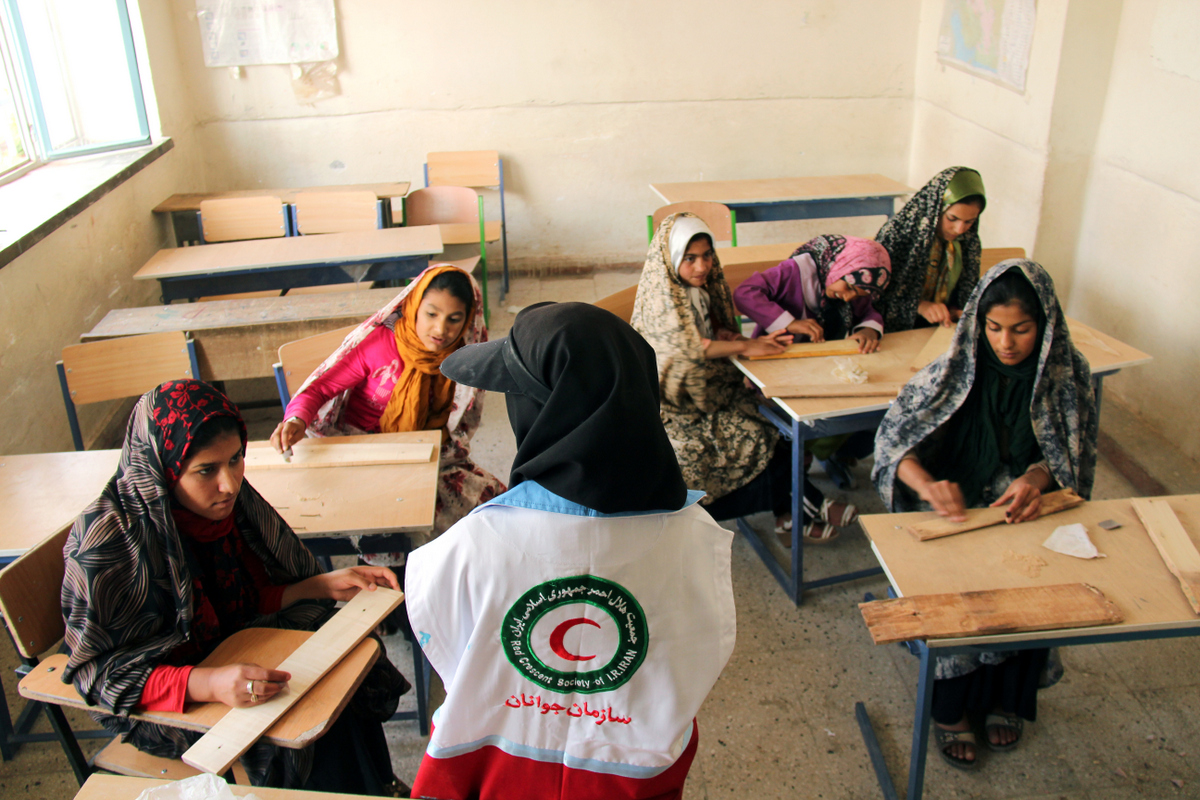
دهمین دوره اردوی جهادی دانشجویان کانون هلال احمر دانشگاه نیشابور، تیر ۱۳۹۲

پس از پیروزی انقلاب اسلامی در سال ۱۳۵۷، تغییرات وسیعی در ساختار، ماهیت و وظایف جمعیت به‌وجود آمد. نخستین تغییر اساسی ساختار جمعیت پس از انقلاب، تفکیک مراکز بهداشتی-درمانی از جمعیت بود. بر اساس مصوبه دولت موقت، در اسفند ۱۳۵۷، کلیه موسسات درمانی و بهداشتی شامل ۲۲۴ بیمارستان، ۱۷۳ درمانگاه مستقل و مرکز اورژانس، ۷۷ اندرزگاه، ۱۵ مرکز مستقل انتقال خون و ۳۰ مرکز آموزش پرستاری، مامایی، بهیاری و پزشکی به همراه چندین پرورشگاه و خانه کودک، از جمعیت منفک و با حفظ مالکیت جمعیت به وزارت بهداری و بهزیستی وقت انتقال یافت. این مصوبه باعث تغییر سیاست‌های کلی جمعیت و توقف تمامی فعالیت‌های درمانی و حمایتی آن شد. همچنین بر پایهٔ مصوبه‌های بعدی هیئت دولت، مراکز مختلف پژوهشی-حمایتی جمعیت به وزارت بهداری واگذار شدند و برخی از امکانات ترابری هوایی و دریایی از جمله هواپیماهای جمعیت به سایر نهادها واگذار شد. در سال‌های آغازین انقلاب، بسیاری از اموال و املاک جمعیت به بهانه تشابه ظاهری نشان جمعیت با آرم شاهنشاهی و با استدلال وابستگی جمعیت به رژیم پیشین، توسط نهادهای گوناگون تصرف شدند. پس از این تغییرات، نخستین اساسنامه جمعیت هلال احمر در سال ۱۳۵۹ به تصویب رسید. در اوایل سال ۱۳۵۹ دکتر علی بهزادنیا با به عهده گرفتن مسئولیت جمعیت، تا حد امکان به بازسازی دوباره ساختار آن پرداخت. در دی ۱۳۶۲ برابر ماده واحده مصوب مجلس شورای اسلامی، عنوان جمعیت به «جمعیت هلال احمر جمهوری اسلامی ایران» تغییر یافت.

## نشان

نشان رسمی جمعیت شیر و خورشید سرخ ایران، ثبت شده در کنوانسون ژنو

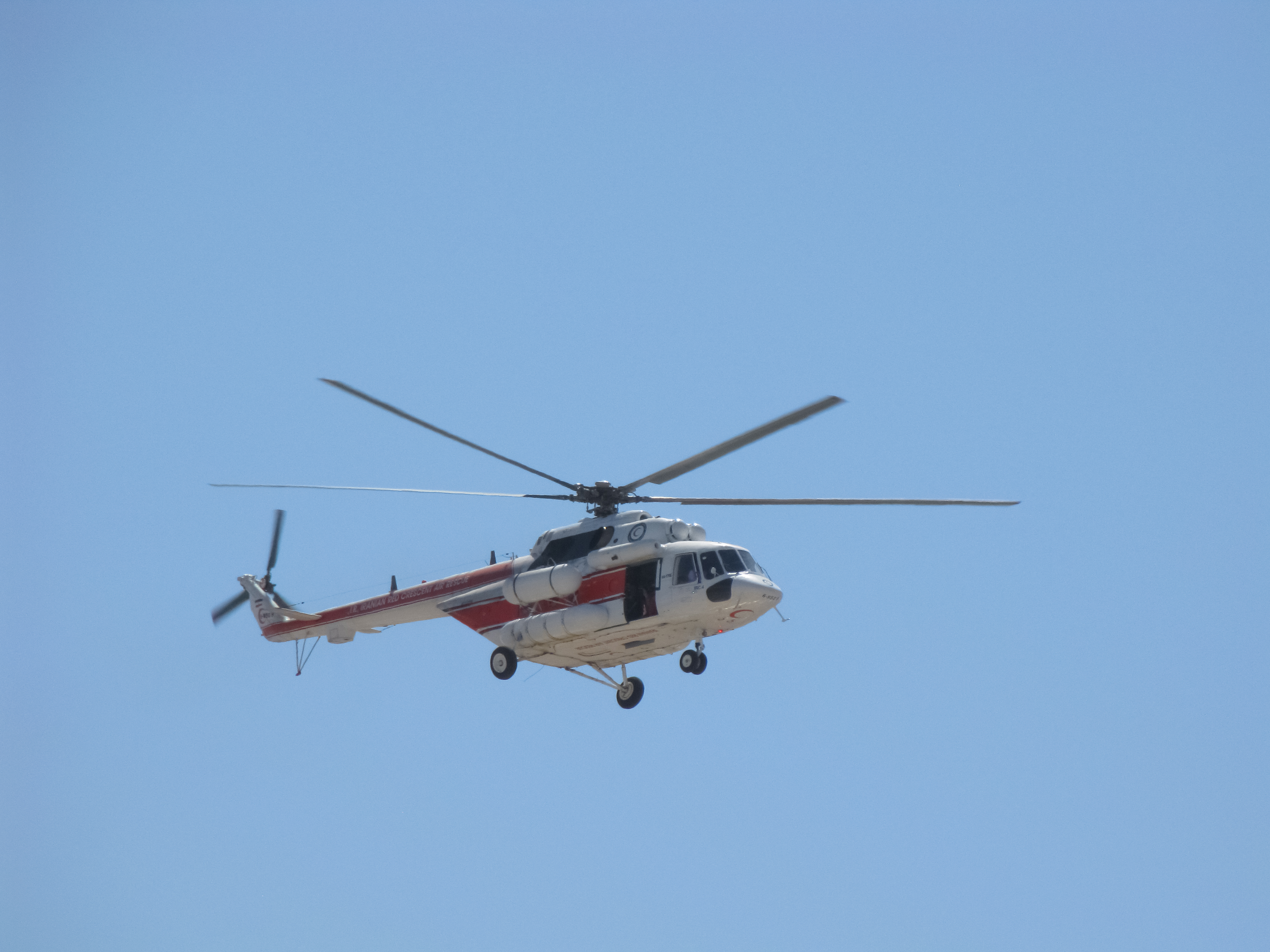
بالگرد هلال احمر در حاشیه یک مراسم در ۲۰۰۹ میلادی در شهر قم

دولت ایران در سال ۱۳۰۱ جمعیت ملی خود را تأسیس کرد، ولی به جای استفاده از نشان صلیب سرخ یا هلال‌احمر علامت شیر و خورشید سرخ را به عنوان نشان جمعیت خود انتخاب کرد. علامت شیر و خورشید در کنفرانس ژنو در سال ۱۹۲۹ به عنوان نشان سوم مورد حمایت بین‌المللی، به تصویب رسید. از آن پس ۳ نشان صلیب سرخ، هلال‌احمر و شیر و خورشید سرخ به عنوان نشانه‌های رسمی و بین‌المللی شناخته شدند و نهایتاً در متن کنوانسیون‌های چهارگانه ژنو مصوب ۱۹۴۹ به عنوان نشان‌های ۳ گانهٔ بین‌المللی که تحت حمایت حقوق بین‌الملل بشردوستانه قرار دارد به تصویب رسید.
پس از انقلاب ۱۳۵۷ و در سال ۱۳۵۹، دولت ایران با ارسال نامه‌ای به دولت سوئیس به عنوان امین و نگاهدارنده قراردادهای چهارگانه ژنو، اعلام کرد که استفاده از شیر و خورشید سرخ را به حالت تعلیق درآورده و به جای آن از نشان هلال‌احمر استفاده خواهد کرد.

## ارکان ساختاری
جمعیت هلال احمر جمهوری اسلامی ایران دارای چندین واحد زیرمجموعه می‌باشد:

### شوراها
- شورای عالی جمعیت هلال احمر
- شورای مدیران

### ستاد
- ستاد جمعیت هلال احمر
- حوزه نمایندگی ولی فقیه در جمعیت هلال احمر
- حوزه دبیرکل جمعیت هلال احمر
- شرکت سرمایه‌گذاری هلال
- روزنامه شهروند
- جمعیت‌های هلال احمر استانی

### سازمان‌ها
- سازمان امداد و نجات
- سازمان داوطلبان
- سازمان جوانان
- سازمان تدارکات پزشکی

### معاونت‌ها
- معاونت توسعه منابع انسانی و پشتیبانی
- معاونت حقوقی و امور مجلس
- معاونت امور بین‌الملل
- معاونت آموزش، پژوهش و فناوری
- معاونت بهداشت، درمان و توانبخشی

### شرکت‌ها و مراکز
- مرکز پزشکی حج و زیارت
- مؤسسه آموزش عالی هلال ایران
- شرکت نساجی هلال ایران
- بیمارستان نورافشار
- مجتمع هلال ایران
- شرکت تجهیزات پزشکی هلال
- شرکت داروسازی سها[۹]

## رؤسای جمعیت
رؤسای جمعیت عبارتند از:
- امیرخان امیراعلم (۱۳۰۱–۱۳۲۷)[۱۱]
- حسین خطیبی (۱۳۲۷–۱۳۵۷)[۱۲]
- کاظم سامی (۱۳۵۷–۱۳۵۹)[۱۳]
- علی بهزادنیا (۱۳۵۹–۱۳۶۰)[۱۴]
- سید حسن فیروزآبادی (۱۳۶۰–۱۳۶۲)[۱۵]
- سیف‌الله وحید دستجردی (۱۳۶۲–۱۳۷۸)[۱۶]
- احمدعلی نوربالا (۱۳۷۸–۱۳۸۴)[۱۷]
- سید مسعود خاتمی (۱۳۸۴–۱۳۸۹)[۱۸]
- ابوالحسن فقیه (۱۳۸۹–۱۳۹۲)[۱۹]
- محمد فرهادی (شهریور ۱۳۹۲- دی ۱۳۹۳)[۲۰]
- امیرمحسن ضیایی استرآبادی (دی ۱۳۹۳ - مهر ۱۳۹۶)[۲۱]
- علی‌اصغر پیوندی (مهر ۱۳۹۶ - آذر ۱۳۹۸)[۲۲]
- کریم همتی (اسفند ۱۳۹۸ - آبان ۱۴۰۰)[۲۳]
- پیرحسین کولیوند (آبان ۱۴۰۰ تاکنون)[۲۴]

## مأموریت‌ها

### داخلی
- حوادث طبیعی مانند: سیل، زلزله، توفان، گردباد، و…
- حوادث انسان‌ساخت مانند: جنگ، آوارگی، شکست سدها، حوادث جاده‌ای، ریلی و هوایی و دریایی

### بین‌المللی
- سیل ۲۰۱۰ پاکستان
- جنگ سوریه
- زمین‌لرزه ۲۰۲۳ ترکیه–سوریه